# Galaxie la plus brillante d'un amas

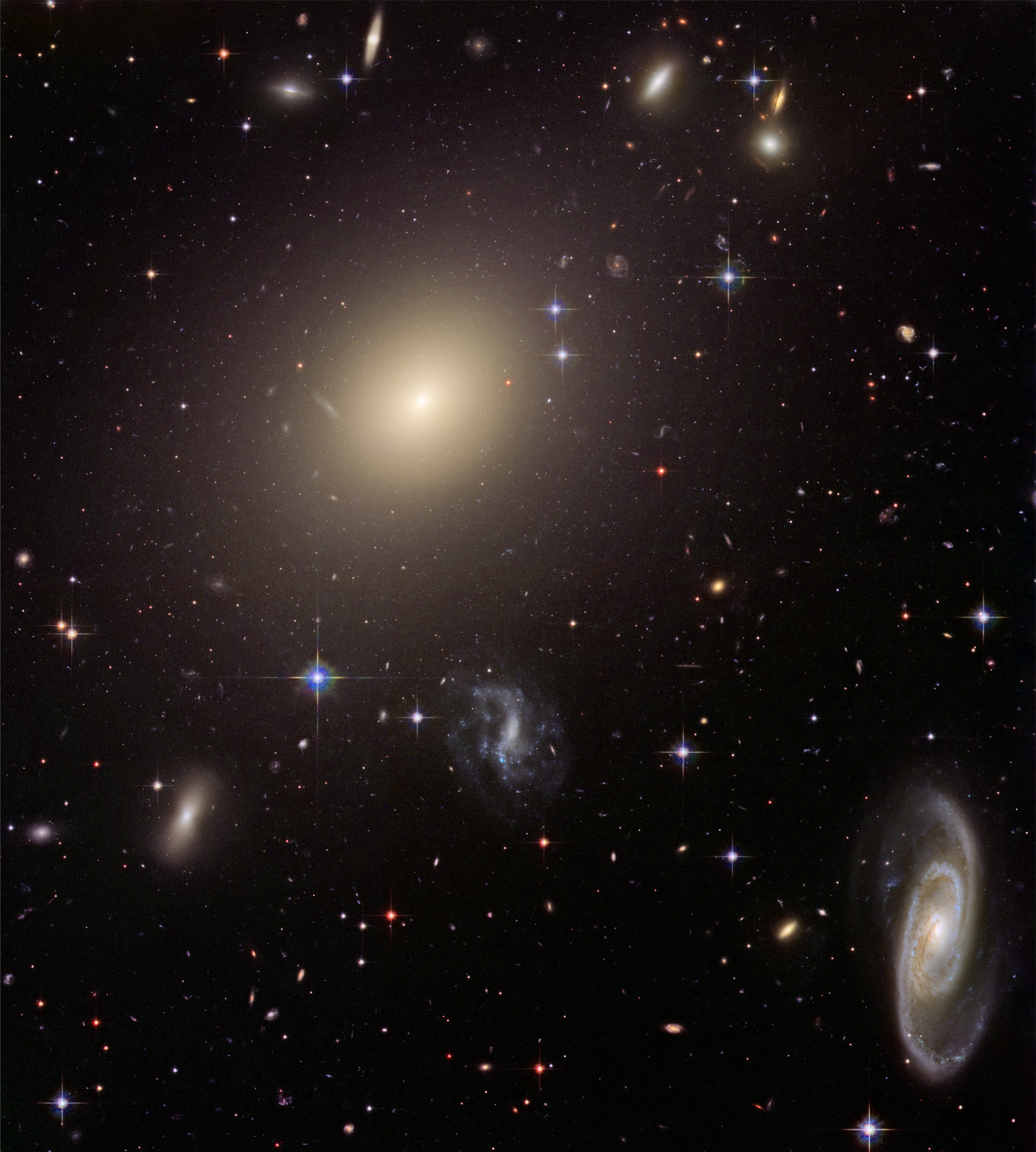
L'amas de galaxies Abell S0740, situé à plus de 450 millions d'années-lumière dans la constellation du Centaure. La galaxie elliptique géante de type BCG ESO 325-G004 est située au centre.

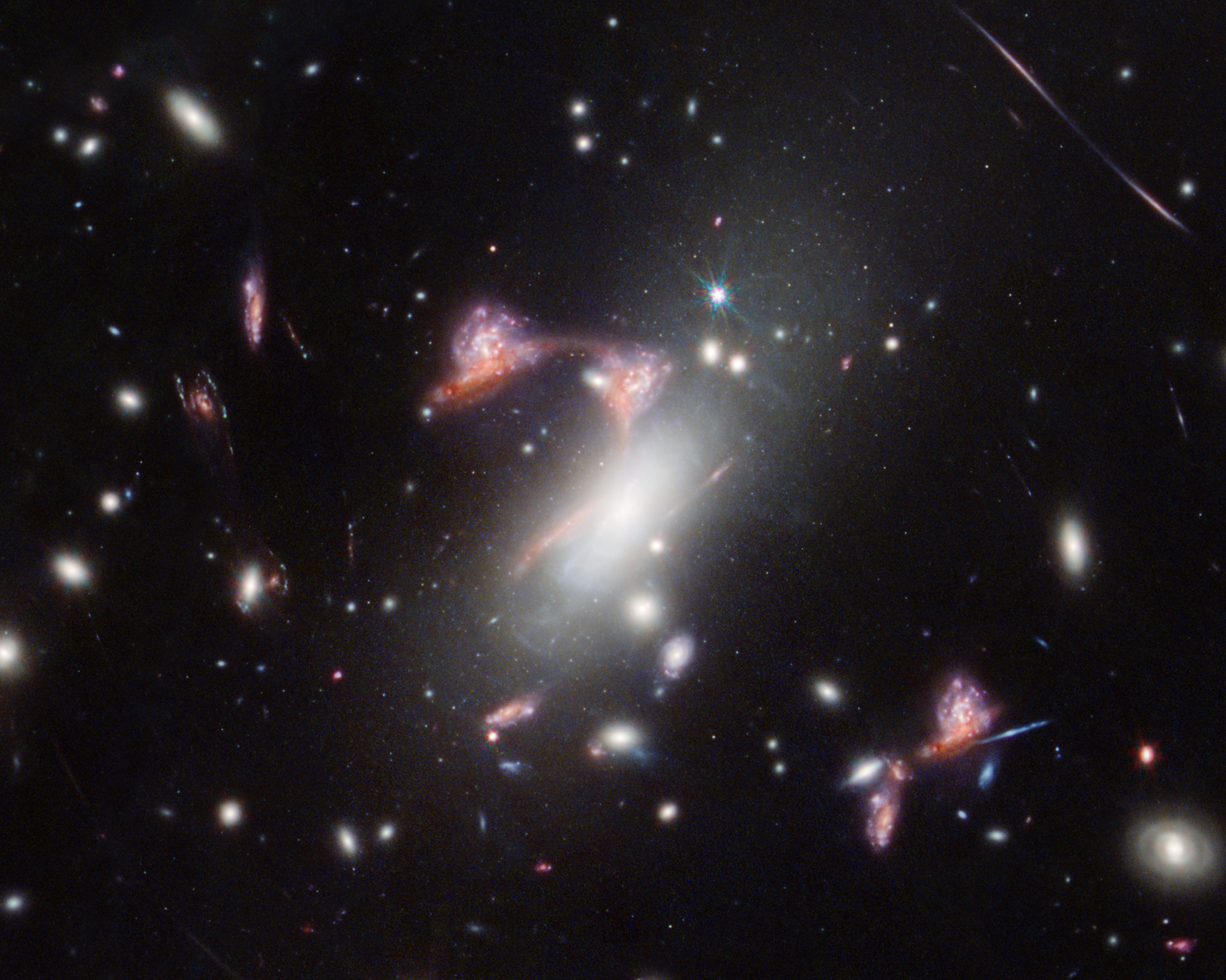
Image de MACS J0417.5-1154 en infrarouge, observée par le télescope James Webb, avec des galaxies à l'arrière en forme d'un point d'interrogation qui est l'effet de la lentille gravitationnelle.

En astronomie, la galaxie la plus brillante d'un amas (brightest cluster galaxy, BCG) est simplement la galaxie la plus brillante dans un amas de galaxies donné. Ces galaxies sont généralement de type elliptique et situées près du centre géométrique et cinétique de leur amas, au plus bas de son puits de potentiel.
Les BCG sont parmi les galaxies les plus massives de l'Univers observable.

## Formation

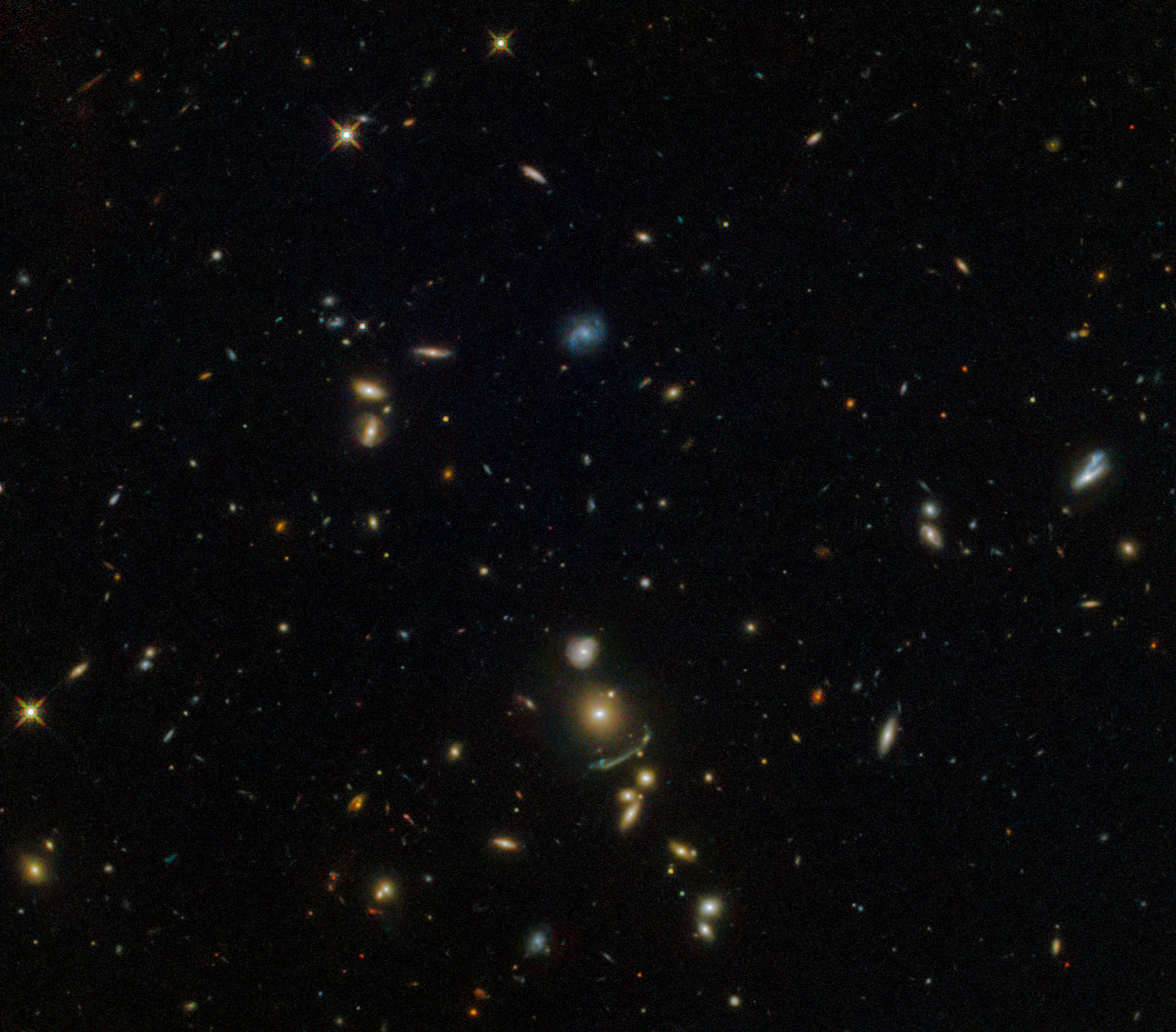
La BCG SDSS J1156+1911 située à 7,5 milliards d'années-lumière, prise par le télescope spatial Hubble.

Il existe différentes hypothèses à propos de la formation des BCG :
1. L'une d'elles postule qu'elles sont le résultat d'un courant de refroidissement au centre des amas. Cependant, des études remettent en doute ce mécanisme[3],[4].
2. Une deuxième hypothèse affirme que les BCG sont le résultat du cannibalisme galactique se produisant au centre des amas, phénomène engendré par la friction dynamique et le dépouillement par effet de marée (en)[5].
3. Une troisième hypothèse postule qu'elles seraient le résultat d'une fusion de galaxies rapide entre plusieurs galaxies lors de la formation de l'amas[6].

Les deux dernières hypothèses sont semblables. Elles se distinguent par le temps mis pour la formation. De plus, selon la deuxième hypothèse, il doit y avoir plusieurs petites galaxies présentes dans un amas ayant un certain âge.
Bien que la troisième hypothèse soit celle qui est le plus acceptée, certaines de ses prédictions sont invalidées par des recherches,.